# Leptocoma zeylonica
Leptocoma zeylonica е вид птица от семейство Nectariniidae.

## Разпространение
Видът е разпространен в Бангладеш, Индия, Мианмар и Шри Ланка.